# Zaginiony (film 1982)
Zaginiony (ang. Missing) – amerykański thriller z 1982 roku w reżyserii Costy-Gavrasa, zrealizowany na podstawie książki Thomasa Hausera opartej na faktach. Zdjęcia kręcono w mieście Meksyk oraz w Acapulco.

## Fabuła
Młody amerykański pisarz Charles Horman zaginął w Chile podczas puczu w 1973 roku. Jego żona szuka go na własną rękę za wszelką cenę. Pomaga jej w tym ojciec Charlesa. Jest konserwatywnym businessmanem wierzącym w skuteczność dyplomacji. Jego poglądy ewoluują, kiedy okazuje się, że amerykańskie władze nic nie robią w jego sprawie, by nie narazić się nowym władzom w Chile. Ed wyrusza do Santiago. Odkrywa, że jego syn został zamordowany przez żołnierzy junty, przy cichym przyzwoleniu CIA, ponieważ był świadkiem działalności amerykańskich agentów w Chile.

## Obsada
- Jack Lemmon – Ed Horman
- Sissy Spacek – Beth Horman
- Melanie Mayron – Terry Simon
- John Shea – Charles Horman
- Charles Cioffi – kapitan Ray Tower
- David Clennon – Konsul Phil Putnam
- Richard Venture – Ambasador USA
- Jerry Hardin – Pułkownik Sean Patrick
- Richard Bradford – Andrew Babcock

## Nagrody i nominacje
Oscary za rok 1982
- Najlepszy scenariusz adaptowany - Costa-Gavras, Donald E. Stewart
- Najlepszy film - Edward Lewis, Mildred Lewis (nominacja)
- Najlepszy aktor - Jack Lemmon (nominacja)
- Najlepsza aktorka - Sissy Spacek (nominacja)

Złote Globy 1982
- Najlepszy dramat (nominacja)
- Najlepsza reżyseria - Costa-Gavras (nominacja)
- Najlepszy scenariusz - Costa-Gavras, Donald E. Stewart (nominacja)
- Najlepszy aktor dramatyczny - Jack Lemmon (nominacja)
- Najlepsza aktorka dramatyczna - Sissy Spacek (nominacja)

Nagrody BAFTA 1982
- Najlepszy scenariusz - Costa-Gavras, Donald E. Stewart
- Najlepszy montaż - Françoise Bonnot
- Najlepszy film - Edward Lewis, Mildred Lewis (nominacja)
- Najlepsza reżyseria - Costa-Gavras (nominacja)
- Najlepsza muzyka - Vangelis (nominacja)
- Najlepszy aktor - Jack Lemmon (nominacja)
- Najlepsza aktorka - Sissy Spacek (nominacja)